# Дорогой Боженька
«Дорогой Боженька» (англ. Dear God) — американская комедия 1996 года режиссёра Гарри Маршалла. Премьера фильма состоялась 1 ноября 1996 года. В США фильм собрал $7 061 018, из них $3 213 045 в первые выходные.
Слоган: Многие люди пишут богу. Кто-то отвечает. (англ. Many people write to God. Somebody is answering.)

## Сюжет
Аферист Том Тернер (Грег Киннир) был арестован за попытку продать билет уже несуществующей авиакомпании. Суд ставит Тома перед выбором: или он находит себе полноценную работу или садится в тюрьму. При помощи кузена парень устраивается на почту, в отдел «мёртвых писем» — туда, где скапливаются отправления с неразборчивым адресом, письма к Санта Клаусу, Элвису Пресли, богу.
Том решает прикарманить деньги из посылок, но получается так, что он отправляет их бедной женщине, просившей в своём письме о помощи. Коллега по новой работе Ребекка (Лори Меткаф) узнаёт об этом и, подумав что благородный жулик сделал это специально, присоединяется к его «благотворительной» деятельности, невольно заставляя совершать одно доброе дело за другим.

## В ролях
- Грег Киннир
- Лори Меткалф
- Гектор Элизондо
- Тим Конуэй
- Нэнси Маршан
- Донал Лог
- Мария Питилло
- Тоби Хасс — священник Фома Неверующий